# Las aventuras de Phoebe Zeit-Geist
Las aventuras de Phoebe Zeit-Geist (The Adventures of Phoebe Zeit-Geist) fue una serie de cómics estadounidense, con guion de Michael O'Donoghue y dibujos de Frank Springer.

## Trayectoria editorial
Surgida como otras heroínas "liberadas" (Jodelle, Saga de Zam) a raíz del éxito de Barbarella, Phoebe Zeit-Geist se publicó de forma serializada en la revista Evergreen Review desde enero de 1965, y Grove Press la publicó en 1968 en formato de libro de tapa dura y en rústica en 1969. Veinte años después volvió a ser lanzada en rústica por Ken Pierce Books, ISBN 0-912277-34-3, ISBN 978-0-912277-34-9).

## Argumento y personajes
La historieta narraba las aventuras de una joven, Phoebe Zeit-Geist, que era frecuentemente secuestrada y rescatada por una serie de extravagantes personajes, como nazis, chinos fetichistas de los pies y asesinas lesbianas.